# 965 (číslo)
Devět set šedesát pět je přirozené číslo. Římskými číslicemi se zapisuje CMLXV a řeckými číslicemi ϡξε´. Následuje po čísle devět set šedesát čtyři a předchází číslu devět set šedesát šest.

## Matematika
965 je:
- Deficientní číslo
- Složené číslo
- Poloprvočíslo
- Nešťastné číslo

## Astronomie
- (965) Angelica je planetka hlavního pásu, kterou objevil v roce 1921 Johannes Franz Hartmann
- NGC 965 je spirální galaxie v souhvězdí Velryby

## Ostatní
- +965 je mezinárodní telefonní předvolba Kuvajtu

## Roky
- 965
- 965 př. n. l.